# Placonema bambusacearum
Placonema bambusacearum är en svampart som först beskrevs av Sacc., Syd. & P. Syd., och fick sitt nu gällande namn av Franz Petrak 1921. Placonema bambusacearum ingår i släktet Placonema, divisionen sporsäcksvampar och riket svampar.   Inga underarter finns listade i Catalogue of Life.